# Faladoua
Faladoua est une localité du Nord de la Côte d'Ivoire et appartenant au département de Boundiali, Région des Savanes.Faladoua (District des Savanes, Côte d'Ivoire) est un ruisseau intermittent. Faladoua se trouve non loin du village de Ponondougou, et de la localité de Mohouélé.  